# Complexidade linear

## Definição
Representada por O(n). Complexidade  algorítmica em que um pequeno trabalho é realizado sobre cada elemento da entrada. Esta é a melhor situação possível para um algoritmo que tem que processar n elementos de entrada ou produzir n elementos de saída. Cada vez que n dobra de tamanho o tempo de execução dobra.